# .vg
.vg es el dominio de nivel superior geográfico (ccTLD) para Islas Vírgenes Británicas. Debido a que permite el registro en el segundo nivel y no requiere que el registrante esté asociado con las Islas Vírgenes Británicas, también ha sido utilizado por sitios web relacionados con la piratería, como The Pirate Bay, y blogs y sitios web relacionados con videojuegos.